# Liste des maires de Melun
Pour un article plus général, voir Melun.
Liste des maires de Melun

## Liste des maires de Melun

### Liste des maires de Melun avant 1789
| Période     | Identité                                 | Titre                                 | Qualité                                                      | Remarques |
| ----------- | ---------------------------------------- | ------------------------------------- | ------------------------------------------------------------ | --- |
| 1506 - 15?? | Nicolas Tappereau                        | Administrateur, Comis au gouvernement | Bourgeois de Melun, sieur de Marché-Marais                   | Nommé par Louis XII, les comis au gouvernement sont chargés d'administrer les biens et les affaires des villes du domaine royal. Il n'a pas le titre de maire. On ne connaît pas avec précision la date de la fin de son mandat. Il est probable qu’il était encore en poste en 1515 à la mort du roi sinon ce dernier l’aurait remplacé. |
| 1560 - 1570 | Gabriel Bordier                          | Procureur-syndic                      |                                                              | Nommé par François II procureur-syndic de la ville. |
| 1570 - 1587 | Claude Fuselier                          |                                       | Notable                                                      | Claude Fuselier, « homme seyrieux et de bons conseils » fut nommé et fut chargé d'établir le premier impôt en espèces dans la cité melunaise. En 1575, les États-Généraux réunis à Blois revendiquèrent la liberté des élections dans les assemblées communales. Claude Fuselier fut élu. Les pouvoirs municipaux expiraient tous les ans « le jour de la Saint-Rémy » (1er octobre). Les électeurs, notables, étaient assigné pour nommer les officiers municipaux. Ceux qui ne répondaient pas étaient condamnés à 10 écus d'amende qui servaient aux réparations de la commune. |
| 1587 - 1588 | Charles Riotte                           |                                       |                                                              | |
| 1588 - 1589 | Simon Mégissier                          | Maire                                 |                                                              | |
| 1589 - 1590 | Claude Lecomte                           | Maire                                 | Ancien échevin                                               | Le 7 avril 1590, les troupes d'Henri IV pénétrèrent dans la ville. Après quatre jours de massacre et de pillage, Claude Lecomte, connu pour sa fidélité à la Sainte-Union fut par ordre du roi, pendu sur les remparts de la porte Saint-Jean afin de servir d'exemple. |
| 1590 – 1591 | Tristan de Rostaing                      | Gouverneur                            |                                                              | Gouverna la ville assisté du sieur de la Grange-le-Roy, ami personnel d'Henri IV. Décès le 7 mars 1591. |
| 1591 – 1610 | Jacques de la Grange-le-Roy              | Gouverneur                            | Conseiller du roi Grand louvetier de France                  | Nommé gouverneur par Henri IV. |
| 1610 – 1612 | François de la Grange-le-Roy             | Gouverneur                            |                                                              | Fils du précédent. Il remplaça son père à son décès, deuxième quinzaine de juin 1610. |
| 1612 – 1614 | Estienne Piloust                         | Maire                                 |                                                              | Sous Louis XIII, le Conseil d’État rend un arrêt ordonnant que le maire et les échevins de Melun sont nommés à l'élection, mais les assemblées relatives aux affaires de la commune sont présidées par le bailli et le lieutenant-général par peur de ne pas être fidèle au maréchal d'Ancre. Estienne Piloust est ainsi élu maire de Melun. |
| 1614 – 1626 | Jacques Cochon                           | Maire                                 | Avocat du roi                                                | |
| 1626 – 1627 | Pierre Lefébure                          | Maire                                 | Avocat au bailliage de Melun                                 | |
| 1627 – 1632 | Ambroise Rousseau                        | Maire                                 |                                                              | |
| 1632 – 1635 | Jehan Chartier                           | Maire                                 |                                                              | |
| 1635 - 1639 | Jacques Riotte                           | Maire                                 | Lieutenant général du Châtelet                               | On décida que les habitants nommeraient des délégués qui eux-mêmes éliraient leur maire sous le bon plaisir de M. le gouverneur qui se réservait le droit d'annuler l'élection si le choix ne lui plaisait pas. Tous les ans, les délégués des paroisses se réunissaient dans la salle du Châtelet. En 1639 l'élection de M. Luc de la Planche donna lieu à des désordres inouïs. |
| 1639 - 1648 | Luc de la Planche                        | Maire                                 |                                                              | |
| 1648 - 1650 | Jacques Garnot                           | Maire                                 |                                                              | |
| 1650 - 1653 | Jean Deffitat                            | Maire                                 |                                                              | |
| 1653 - 1657 | Charles Riotte                           | Maire                                 |                                                              | Le 24 janvier 1654, une ordonnance de l'Élection prescrivit au greffier de cette juridiction d'intituler les officiers de la ville sous les noms de maire et échevins, et non de procureurs-syndics, comme il le faisait habituellement. |
| 1657 - 1658 | Pierre Guyart                            | Maire                                 | Conseiller du roi au Châtelet                                | |
| 1658 - 1667 | Antoine Charlot                          | Maire                                 | Lieutenant-général                                           | Antoine Charlot n'était pas aimé et pour se venger il persécutait ses administrés. Le 27 juillet, les habitants de Saint-Aspais descendirent la Grande-Rue (rue Saint-Aspais) en criant et protestant contre Charlot. Il reçut une pierre à la tête et il tomba. Quand la foule arriva à son niveau, il reçut un coup de poignard en plein cœur. |
| 1667 - 1670 | Claude Lefèvre                           | Maire                                 |                                                              | Le maire fut destitué le 11 août 1670 car il avait dissipé les fonds que lui avaient confié le roi pour indemniser les habitants qui avaient logés des soldats en 1668. |
| 1670 - 1673 | Pierre Guyart                            | Maire                                 | Conseiller du roi au Châtelet                                | Élu pour la deuxième fois. Un arrêt prescrit que l'élection des maires aurait lieu de trois ans en trois, le dimanche de la Quasimodo, sur la convocation des délégués par le procureur du roi. Ces délégués devaient être nommés tous les deux ans par les paroissiens au sortir de la grande messe, le premier dimanche de l'année, de deux ans en deux ans. 56 délégués étaient choisis dans la ville de Melun, comme suit : 30 pour la paroisse Saint-Aspais, 10 pour chacune des paroisses Saint-Étienne et Saint-Ambroise, 3 pour les paroisses des faubourgs Saint-Barthélemy et Saint-Liesne. Ces députés devaient contrôler les officiers municipaux. C'est le commencement de l'établissement du conseil municipal. |
| 1673 - 1676 | Georges Biberon                          | Maire                                 |                                                              | |
| 1676 - 1682 | Pierre Dumondé                           | Maire                                 | Conseiller du roi au Châtelet                                | Élu le 12 avril 1676. Réélu le 9 avril 1679. |
| 1682 - 1685 | Jacques Lefébure de la Villaroche        | Maire                                 |                                                              | |
| 1685 - 1688 | Jacques Bellanger                        | Maire                                 | Docteur en médecine                                          | Élu le 29 avril car la séance du 15 avril fut remise, Lefébure de la Villaroche ne voulant pas quitter ses fonctions. |
| 1688 - 1693 | Louis Riotte De Peaumolin                | Maire                                 |                                                              | Élu le 25 avril. Réélu le 22 avril 1691. Troisième maire de la famille Riotte. |
| 1693 - 1704 | Louis de Montault                        | Maire                                 | Conseiller du roi, président au bailliage et siège présidial | En 1693, le gouvernement rendit vénales les charges d'officiers de l'hôtel de ville. Le premier maire perpétuel de Melun fut Louis de Montault. Il reçut ses lettres de provision le 20 juillet 1693 et paya, pour prix de sa charge, la somme de 8 000 livres et prit possession du pouvoir municipal le 25 juillet 1693. |
| 1704 - 1718 | Thomas Lefébure du Tillet                | Maire                                 |                                                              | À la mort de Louis de Montault la « charge» est concédée le 13 juillet 1704. Au mois de septembre 1714, Louis XIV lançait un nouvel édit ordonnant la suppression des maires perpétuels. On accordait trois années aux villes pour « acheter la charge » c'est-à-dire rembourser le prix d'achat au titulaire qui l'avait payée, mais on devait donner les 8 000 livres au roi qui en ferait tel usage qu'il lui plairait. À l'expiration du délai, en juin 1717, la ville, n'avait pas rempli les conditions formulées par l'édit royal publié en 1714. |
| 1718 - 1723 | Philippe-François Moreau                 | Maire                                 | Lieutenant particulier du bailliage                          | Élu le 19 novembre 1717. Maire le 1er janvier 1718. Réélu le 20 avril 1721. Démission en avril 1723. |
| 1723 - 1724 | Pierre Leclerc                           | Maire                                 | Notaire                                                      | Nommé par lettre royale le 3 mai 1723. Démission en 1724. |
| 1724 - 1731 | Nicolas Charlot                          | Maire                                 | Lieutenant-particulier                                       | Descendant d'Antoine Charlot, assassiné en 1658. L'idée de revendre les charges de maires commença « à hanter les cerveaux » des ministres de Louis XV, dont « la caisse était aussi trouée que celle de son grand-père », mais il fallait un prétexte ; c'est alors que l'on imagina, pour préparer la vénalité des places de maires, de les faire nommer par le roi. |
| 1731 - 1734 | Jacques Colleau                          | Maire                                 | Lieutenant-criminel                                          | Nommé par arrêté du 18 août 1731. En novembre 1733, un édit annonçait que les offices de maires seraient vendues comme moyen de finances. |
| 1734 - 1751 | Étienne-Simon Poire                      | Maire                                 |                                                              | Il s'installa à l'hôtel de ville le 30 juin 1734 après avoir versé au trésor 10 250 livres. Le maire démissionne en avril 1751 pour raison de santé. Il mourut 14 ans plus tard. |
| 1751 - 1754 | Étienne-François Guérin d'Espinet        | Maire                                 |                                                              | Nommé le 18 avril 1751. |
| 1754 - 1760 | Georges Lefébure des Boulleaux           | Maire                                 | Président au Châtelet                                        | Remplace Guérin le 21 avril. |
| 1760 - 1765 | Robert-Jérôme Ravault                    | Maire                                 | Conseiller du roi                                            | Remplace Lefébure des Boulleaux le 13 avril. |
| 1765 - 1765 | Georges Eicher de la Rivière             |                                       | Notaire                                                      | Nommé le 25 juin 1765. Refuse. |
| 1765 - 1768 | Moreau de Maison-Rouge                   | Maire                                 | Lieutenant particulier                                       | Nommé le 25 juillet. |
| 1768 - 1771 | Georges Eicher de la Rivière             | Maire                                 | Notaire                                                      | Deuxième fois. Nommé le 29 juin 1768. Accepte. |
| 1771 - 1772 | Alexandre-Léon Godin                     | Maire                                 | Doyen des notaires de la ville                               | Succède à Eicher le 31 octobre 1771. |
| 1772 - 1773 | Pierre–François Lévêque                  | Maire                                 | Conseiller du roi                                            | Succède à Godin le 9 novembre 1772. Un édit du roi rendait à nouveau la charge du maire perpétuelle (250 livres tous les six mois). Meurt le 16 mai 1773. |
| 1773 - 1777 |                                          |                                       |                                                              | La ville fut dirigée par le lieutenant du maire et les échevins jusqu'en 1777 sous le contrôle de l'Intendant général de la province. |
| 1777 - 1781 | Simon De Valbel                          | Maire                                 | Avocat                                                       | Nommé le 7 juillet 1777. Démission le 27 juin 1781. |
| 1781 - 1785 | François Romain                          | Maire                                 |                                                              | Démission le 23 avril 1784. |
| 1785 - 1790 | François-Gabriel Gitton de la Ribellerie | Maire                                 |                                                              | Nommé le 28 février 1785. |

### Liste des maires de Melun de 1790 à 1945
| Période     | Identité                                             | Titre                                    | Qualité                               | Remarques |
| ----------- | ---------------------------------------------------- | ---------------------------------------- | ------------------------------------- | --- |
| 1790 - 1791 | Nicolas Chamblain                                    | Maire                                    | Notaire                               | Élu le 4 février 1790. |
| 1791 - 1792 | Jean-André Chapelle                                  | Maire                                    | Propriétaire                          | Élu le 15 novembre 1791. |
| 1792 - 1793 | Sébastien-André Tarbé des Sablons                    | Maire                                    | Avocat-Imprimeur                      | Élu le 9 décembre 1792. |
| 1793 - 1796 | Louis-Nicolas Estancelin                             | Maire                                    | Marchand mercier                      | Nommé par l'ex-curé Germain Métier le 3 brumaire de l'an II (24 octobre 1793). L'ex-curé Métier s'était approprié tous les pouvoirs, il était à la fois curé constitutionnel, juge au tribunal civil, président du département et délégué des représentants du peuple. La ville était terrorisée. |
| 1796        | Sébastien-André Tarbé des Sablons (2e fois)          | Maire                                    | Imprimeur                             | Nommé le 8 nivôse an III (28 décembre 1794). Donne sa démission le 6 brumaire an IV (28 octobre 1795) car la loi du 3 brumaire an IV (25 octobre 1795) supprime les maires et les remplace par des administrateurs municipaux.                                                                    |
| 1796        | Jacques Duverger                                     | Président des administrateurs municipaux | Notaire                               | Nommé le 17 brumaire an IV (8 novembre 1795). Démission le 4 germinal an IV (24 mars 1796). |
| 1796        | Alexandre-Augustin Roussel                           | Administrateurs provisoire               |                                       | Nommé le 4 germinal an IV (24 mars 1796). |
| 1796 - 1797 | Nicolas Charbonneau                                  | Président des administrateurs municipaux | Marchand de bois                      | Nommé le 16 prairial an IV (4 juin 1796). |
| 1797        | Guillaume-Fiacre Gilbert                             | Maire                                    | Avoué                                 | Maire car on avait rétabli le pouvoir municipal, mais élection annulée par la loi du 19 fructidor (5 septembre 1797) qui retire à nouveau le titre de maire. |
| 1797        | Nicolas Charbonneau (2e fois)                        | Administrateur temporaire                | Marchand de bois                      | |
| 1798        | Nicolas Passeleu                                     | Administrateur temporaire                | Marchand mercier                      | Nommé le 21 vendémiaire an VI (12 octobre 1797). |
| 1798 - 1799 | Germain-Simon Liger                                  | Administrateur temporaire                |                                       | Un arrêté des consuls le suspend de ses fonctions. |
| 1799 - 1800 | Nicolas-Alexis Royer                                 | Maire                                    | Avocat                                | Maire le 4 nivôse an VIII (25 décembre 1799). |
| 1800        | Sébastien-André Tarbé des Sablons (3e fois)          | Maire                                    | Imprimeur                             | Nommé le 28 janvier 1800 par le premier consul, il n’accepte pas le poste. |
| 1800 - 1815 | Jean-Baptiste-Charles Thierry                        | Maire                                    | Notaire                               | Nommé le 25 mai 1800 par arrêté du premier consul. Démission fin avril 1815. |
| 1815        | Nicolas Passeleu (2e fois)                           | Maire provisoire                         | Marchand mercier                      | Nommé le 2 mai 1815 maire provisoire. |
| 1815 - 1824 | Georges-Nicolas Chamblain                            | Maire                                    |                                       | Nommé à titre provisoire puis définitif le 1er août 1815. |
| 1824 - 1831 | Antoine-Henry-Jules Bernard de La Fortelle           | Maire                                    | Notaire                               | Maire début novembre 1824. |
| 1831 - 1832 | Georges-Nicolas Chamblain (2e fois)                  | Maire                                    |                                       | Maire le 19 novembre. |
| 1832 - 1835 | Alexandre Drouyn                                     | Maire                                    | Receveur général                      | Maire le 9 octobre 1832. |
| 1835 - 1837 | Adrien-Joseph-Hippolyte Delacourtie                  | Maire                                    | Propriétaire                          | |
| 1837 - 1843 | Antoine-Henry-Jules Bernard de La Fortelle (2e fois) | Maire                                    | Notaire                               | |
| 1843 - 1848 | Charles Clément                                      | Maire                                    | Avoué                                 | Démission de la municipalité le 25 février au lendemain de la fuite de Louis-Philippe. |
| 1848 - 1851 | Jean-Baptiste-Félix Poyez                            | Maire                                    | Avoué                                 | Nommé par Oscar de Lafayette (petit-fils du général de Lafayette) député et commissaire du gouvernement en Seine-et-Marne. Suspendu de ses fonctions par le préfet pour trois mois le 23 septembre 1851 et définitivement le 13 décembre.                                                         |
| 1851 - 1852 | Athanase-Paul-François Cocteau                       | Maire                                    | Notaire                               | Démission le 12 décembre 1852, dix jours après le coup d'État de Napoléon III. |
| 1852 - 1853 | François Guillerand                                  | Maire provisoire                         | Propriétaire                          | Ancien premier adjoint. |
| 1853 - 1854 | Nicolas-Denis Riant                                  | Maire                                    | Recteur d’académie                    | Maire le 11 juillet 1853. |
| 1854 - 1856 | Michel-Jean-Baptiste Desprez                         | Maire                                    | Notaire                               | Maire le 30 octobre 1854. Démission en septembre 1856 pour cause de maladie. |
| 1856 - 1871 | Jean-Baptiste-Félix Poyez (2e fois)                  | Maire                                    | Avoué                                 | Nommé par le préfet le 29 septembre 1856, installé le 7 octobre. Démission au lendemain du premier tour de scrutin du 30 avril 1871. |
| 1871        | Jean-Baptiste-Michel Nivet                           | Maire provisoire                         | Meunier                               | Élu au premier tour de scrutin. Maire du 1er mai 1871 au 2 juin 1871. |
| 1871 - 1874 | Ernest Bancel                                        | Maire                                    | Docteur                               | Nommé le 2 juin 1871. Révoqué le 23 novembre 1874 par le maréchal Mac-Mahon. |
| 1874 - 1875 | Jean-Baptiste-Michel Nivet (2e fois)                 | Maire provisoire                         | Meunier                               | Adjoint révoqué, nommé maire. Démission le 5 janvier 1875. |
| 1875 - 1877 | Ernest Bancel (2e fois)                              | Maire                                    | Docteur                               | Nommé maire provisoire puis définitivement maire par décret du 12 mai 1876. Conseil municipal dissout le 9 août 1877 par arrêté préfectoral. |
| 1877        | Jean-Baptiste-Félix Poyez (3e fois)                  | Maire                                    | Avoué                                 | Nommé par arrêté préfectoral du 9 août 1877. Démission le 6 novembre. |
| 1877 - 1878 | Denis-Mathieu Eymard                                 | Maire                                    | Conseiller de préfecture              | M. Fauveau, secrétaire, gère les affaires courantes. Le 29 décembre le préfet délègue M. Eymard pour diriger la mairie en attendant les élections du 6 janvier 1878. |
| 1878 - 1879 | Ernest Aubergé                                       | Maire                                    | Ancien juge                           | Démission le 30 juin 1879. |
| 1879 - 1891 | Ernest Bancel (3e fois)                              | Maire                                    | Docteur                               | Maire le 24 juillet 1879. Décès le 21 juin 1891. |
| 1891 - 1901 | Marc-François Balandreau                             | Maire                                    | Député (1893-1910)                    | |
| 1901 - 1909 | René Villeneuve                                      | Maire                                    |                                       | |
| 1909 - 1919 | Eugène Delaroue                                      | Maire                                    | Député (1914-1919)                    | |
| 1919 - 1924 | Henry Cravoisier                                     | Maire                                    | Chef d’entreprise, Député (1928-1932) | |
| 1924 - 1944 | Gabriel Houdart                                      | Maire                                    |                                       | |
| 1944 - 1945 | André Hervieu                                        | Maire                                    | Assureur                              | |

### Liste des maires de Melun depuis 1945
| Période          | Période      | Identité          | Étiquette                  | Qualité |
| ---------------- | ------------ | ----------------- | -------------------------- | --- |
| 1945             |              | Jacquin           |                            | Chef de division honoraire de la préfecture de Melun |
| 1945             | 1947         | Maxime Verdeaux   |                            | Architecte départemental |
| 1947             | 1955         | Gaston Tunc       | MRP                        | Ancien avoué |
| 1955             | 1959         | Maxime Galland    |                            | Avocat |
| 1959             | 1971         | Jean Petit        |                            | Parfumeur |
| 1971             | mars 1983    | Marc Jacquet      | UDR puis RPR               | Chef d’entreprise Ministre des Transports |
| mars 1983        | mars 1989    | Jean Malpel       | RPR                        | Avocat |
| mars 1989        | août 2002    | Jacques Marinelli | RPR puis UMP               | Président de sociétés Ancien coureur cycliste |
| 4 septembre 2002 | avril 2016   | Gérard Millet     | UMP-LR                     | Professeur honoraire de physique-chimie Ancien député de Seine-et-Marne Ancien proviseur-adjoint du lycée Jacques Amyot |
| avril 2016       | octobre 2023 | Louis Vogel,      | LR puis Agir puis Horizons | Avocat, professeur des universités Sénateur de Seine-et-Marne (2023 → ) Conseiller régional d'Île-de-France (2021 → ) Président de l'Université Panthéon-Assas (2006 → 2012) Président de la CA Melun Val de Seine (2014 → 2023) Démissionnaire après son élection comme sénateur |
| octobre 2023     | En cours     | Kadir Mebarek     | Horizons                   | Avocat au barreau de Paris, ancien premier adjoint 7e vice-président de la CA Melun Val de Seine |